# Quartier général exécutif des ordres de l'Imam
 (février 2021).
Le contenu est difficilement compréhensible vu les erreurs de traduction, qui sont peut-être dues à l'utilisation d'un logiciel de traduction automatique.
Le Quartier général exécutif des ordres de l'Imam (en persan:ستاد اجرایی فرمان امام خمینی, Setad Ejraï Farman Imam, littérairement : « état-major exécutif d'ordre de l'iman ») est aussi connu par les noms Siège de l’application de l’ordre de l’imam Khomeini (SAOIK) ou l'exécution de l'ordre de l'imam Khomeini. Les chefs sont nommés par le guide suprême de l'Iran. Agence publique et personne morale de droit public pour but la charité, fondé en 1989 sur ordre de l'iman Ruhollah Khomeini. En 2013, l'agence de presse Reuters estime les propriétés du Setad presque 93 milliards de dollars,.
Il est responsable de la gestion des biens détenus par le Guide suprême conformément à l'article 49 de la constitution de l'Iran et d'autres lois et opère dans les domaines principaux de la charité et du secteur économique. Les sociétés affiliées aux Setad sont également actives dans les domaines des services financiers et bancaires, de l'immobilier, de l'industrie pétrolière, des télécommunications et de l'élevage.
Le terme Setad (ستاد), dont équivalant français est Quartier général (QG), est plutôt un terme militaire mais est utilisé en persan aussi pour un type particulier de structure organisée temporairement ou dans la circonstance d'urgence et spéciale.
Selon les sources, Setad est connsidéré un conglomérat, avec un quartier général, et a plusieurs entreprises et associations sous son contrôle, qui dirigent même quelques petites associations et entreprises.

## Histoire

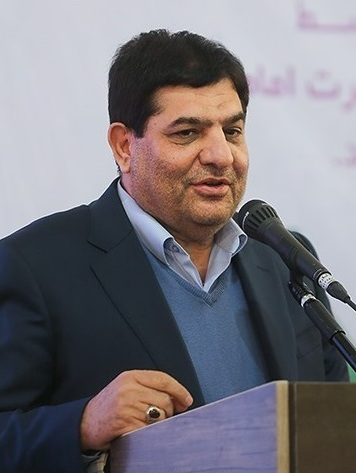
Président du Quartier général exécutif des ordres de l'Imam, Mohammad Mokhber, 2019

Setad est fondé le 26 avril 1989, environ un mois avant la mort de Ruhollah Khomeini, qui Nomme dans un décret Habibollah Asgaroladi, Mehdi Karroubi et Hassan Sanéi (fa) pour gestion tous les biens sans propriétaire en exécution de l'article 49 de la constitution de l'Iran Khomeini donne aux chefs du Setad le pouvoir de tout mettre en œuvre pour en vendre, en gérer et tous les aspects et de conférer au ministère de l’Économie et des Finances certaines de ces compétences.
Le Setad est obligé de dépenser tous les revenus àla Fondation des martyrs, Bonyad-e Mostazafen va Janbazan, la fondation 15 Khordad, la fondation pour le logement, comité de secours, l'organisation de protection sociale d’Iran (fa), le projet du Martyr Raja'i etc.

## Sociétés filiales
- Bonyâd-é Bàrkàt
- Ville industrielle pharmaceutique de Barkat
- Groupe pharmaceutique Barakat
- مؤسسه دانش‌بنیان برکت (fa)
- بنیاد احسان (fa)
- کنسرسیوم توسعه اعتماد مبین (fa)

## Services
Le PDG  à l'époque du Bonyad-é Brkat a dans une interview avec le journal Donya-yé Iqtesâd (« le monde de l'économie ») en 2010 décrit sur les activités d’économiques et services du Bonyad-é Barkat dans le Quartier général exécutif. Shâhin Shayan Ârani a dit après un changement de direction a lieu au Quartier général exécutif en novembre 2007, L'institution du Bonyad-é Barkat est créée et ce dernier a trouvé la mission d'utilisation efficace des revenus du Quartier général exécutif pour la planification et la mesure dans lutter contre la privation économique.
Shayan Arani a déclaré: "À la Fondation Barakat, un nouveau modèle a été défini, sur la base duquel les projets ont été définis de manière participative et avec des investissements du secteur privé (au moins cinquante et un pour cent). Ce modèle augmente à la fois les investissements dans la microfinance et augmente l'esprit d'entreprise dans les zones défavorisées".
Selon agence de presse Fars, jusqu'en 2013, 130  entreprises manufacturières-industriel ont été créées avec le soutien de La Fondation Barakat.
À la suite des inondations en mars 2019 en Iran qui ont causé beaucoup de dommages, le Quartier général exécutif a fait don d'environ 2 000 colis d'appareils électroménagers ainsi que de 1 000 têtes de bétail aux victimes des inondations dans la province du Nord-Est, Khorassan septentrinal.
Il est aussi donné 1000 colis d'appareils électroménagers et 2000 paquets de fournitures scolaires pour la province du Fars après l'inondation en Shiraz.